# Зыбинский сельский совет
Зыбинский сельский совет (укр. Зибинська сільська рада, крымскотат. Зыбины кой шурасы) — административно-территориальная единица в Белогорском районе в составе АР Крым Украины (фактически до 2014 года), ранее до 1991 года — в составе Крымской области УССР в СССР, до 1954 года — в составе Крымской области РСФСР в СССР.
Население по переписи 2001 года составляло 1833 человек, площадь сельсовета — 67 км². Территория сельсовета расположена в степном Крыму, в долине реки Биюк-Карасу, в её средней части.
К 2014 году в состав сельсовета входило 2 села:
- Зыбины
- Мельники

## История
Судя по доступным источникам, Зыбинский сельсовет существовал дважды: первый раз в 1950-х — начале 1960-х годов — на 15 июня 1960 года он уже действовал и в составе сельсовета числились сёла:

| - Зыбины - Мельники | - Озёрное - Сте́пное |

Впоследствии совет был упразднён и на 1 января 1968 года Зыбины записаны в составе Вишенского сельсовета. Вновь в документах Зыбинский сельсовет фигурирует в 1974 году. На 1 января 1977 года совет имел следующий состав:
- Зыбины
- Мельники
- Озёрное

Решением Крымского облисполкома от 5 сентября 1985 года село Озёрное включено в состав села Мельники и совет обрёл современный состав. С 12 февраля 1991 года сельсовет в восстановленной Крымской АССР, 26 февраля 1992 года переименованной в Автономную Республику Крым.
С 21 марта 2014 года в составе Крыма аннексирован Россией.
С 2014 года на месте сельсовета находится Зыбинское сельское поселение Республики Крым.